# Rejon nyżniosirohozki
Rejon nyżniosirohozki – dawna jednostka administracyjna Ukrainy, w składzie obwodu chersońskiego.
Zlikwidowany podczas reformy podziału terytorialnego 17 lipca 2020 roku, wszedł w skład rejonu geniczeskiego.